# Alf (rivier)
Alf is een 52 kilometer lange rivier in Rijnland-Palts, Duitsland.
De rivier, die ook wel Alfbach (Alfbeek) wordt genoemd, is een zijrivier van de Moezel. De rivier ontspringt in de Vulkaaneifel en stroomt dan in zuidelijke richting totdat ze in Landkreis Cochem-Zell in de Moezel uitmondt.